# Silvia Gajdošová
Silvia Gajdošová (* 25. Februar 1975 in Košice) ist eine ehemalige slowakische Fußballspielerin.

## Karriere

### Verein
Gajdošová wechselte im Januar 2000 vom ŠK Slovan Bratislava nach Österreich zum SV Neulengbach. Sie spielte die folgenden zehn Jahre für den ÖFB-Frauenliga-Verein Neulengbach, bevor sie am 5. Februar 2010 in die Slowakei zurückkehrte. Nach ihrer Rückkehr spielte sie zunächst für den MFK Topvar Topoľčany und ab März 2011 für das Lady Team Bratislava.

### Nationalmannschaft
Gajdošová war Nationalspielerin der Slowakischen Fußballnationalmannschaft der Frauen.

## Erfolge
Österreichischer Meister (7)
- 2003, 2004, 2005, 2006, 2007, 2008, 2009

Österreichischer Cupsieger (7)
- 2003, 2004, 2005, 2006, 2007, 2008, 2009

Österreichischer Supercupsieger (2)
- 2003, 2004

Slowakischer Meister (1)
- 1999